# Дмитровський (район Москви)
Дмитрівський — район і відповідне йому однойменне внутрішньоміське муніципальне утворення в Москві (Росія). Район входить у Північний адміністративний округ. Не забезпечений метрополітеном.